# Michael Townley
Michael Vernon Townley (Waterloo, 5 dicembre 1942) è un criminale, collaboratore di giustizia ed ex agente segreto statunitense.
Coinvolto in attività terroristiche, membro della CIA e della DINA come agente di collegamento, è stato condannato per il tentato omicidio di Bernardo Leighton e per l'omicidio di Orlando Letelier, oltre che essere sospettato anche del presunto omicidio del poeta e politico Pablo Neruda, già malato di tumore, di cui avrebbe accelerato la morte su ordine di Augusto Pinochet. Ha inoltre rivelato che l'ex Presidente Eduardo Frei Montalva fu avvelenato con una tossina per ordine del dittatore.
Negli ultimi anni ha vissuto in una località segreta negli Stati Uniti, sotto falso nome, poiché incluso nel programma federale di protezione testimoni.

## Biografia
Nato a Waterloo, nell'Iowa, quando era ancora in giovane età, suo padre, Vernon Townley, fu nominato direttore della Ford in Cile, e di conseguenza la famiglia dovette trasferirsi nel paese sudamericano. Suo padre ebbe rapporti con la CIA mentre lavorava nelle Filippine, e nel 1958 sostenne finanziariamente la campagna elettorale del presidente conservatore cileno Jorge Alessandri. Nel 1961 Townley sposò Mariana Callejas, infiltrata nel Partito Socialista Cileno per conto dei servizi segreti di quel paese. Presto Michael Townley entrò nel libro paga della CIA, collaborando con i servizi segreti cileni e con un'organizzazione anticastrista chiamata Chicago Junta.

## Nell'Operazione Condor
Negli anni settanta partecipò attivamente all'Operazione Condor, come agente della CIA, e fu, secondo molti, la chiave di volta di tutte le operazioni in America Latina. Collaborò con Manuel Contreras, capo della DINA (i servizi segreti di Pinochet), soprattutto per quanto riguarda gli attentati ai dissidenti rifugiati all'estero, come Bernardo Leighton, Orlando Letelier e Carlos Prats. Secondo alcune fonti prese parte all'attentato anche il neofascista Stefano Delle Chiaie, ma, sottoposto a processo nel 1987 in Italia, Delle Chiaie fu assolto. Il giudice cileno Mario Carroza ha spiccato un ordine di comparizione, per rintracciare ed identificare Townley, sospettato della morte di Pablo Neruda, secondo la testimonianza dell'autista del poeta, Manuel Araya.

## Riferimenti nella cultura di massa
L'omonimo protagonista del videogioco Grand Theft Auto V è molto ispirato a Townley, per il nome, per l'aspetto e anche per alcune vicende che coinvolgono il personaggio, come il fatto che vive sotto falso nome nel programma di protezione dei testimoni dell'FBI.